# Јуриш на скупштину
Јуриш на скупштину је југословенски филм из 1992. године. Режирао га је Михаило Вукобратовић, а сценарио је писао Милан Шећеровић.

## Улоге
| Глумац             | Улога                    |
| ------------------ | ------------------------ |
| Јелисавета Саблић  | Милка Соколовић          |
| Иван Бекјарев      | Јеленко Биџић            |
| Богдан Диклић      | Библиотекар              |
| Наташа Лучанин     | Милкина сестричина       |
| Петар Краљ         | Јован Мирић              |
| Ташко Начић        | Лидер Свингерске партије |
| Маја Сабљић        | Дејзи                    |
| Марко Николић      | Миломир Соколовић        |
| Милутин Мићовић    | Портир                   |
| Војин Кајганић     | Шеф                      |
| Владан Живковић    | магационер               |
| Предраг Милинковић | Чича                     |
| Петар Лупа         | Сподоба у продавници     |
| Љубо Шкиљевић      | Рмпалија                 |
| Љиљана Јовановић   | Перка                    |
| Олга Познатов      | Верка                    |
| Љубомир Ћипранић   | Фелини                   |
| Михаило Животић    | Рамбо                    |